# Franz Arnfelser

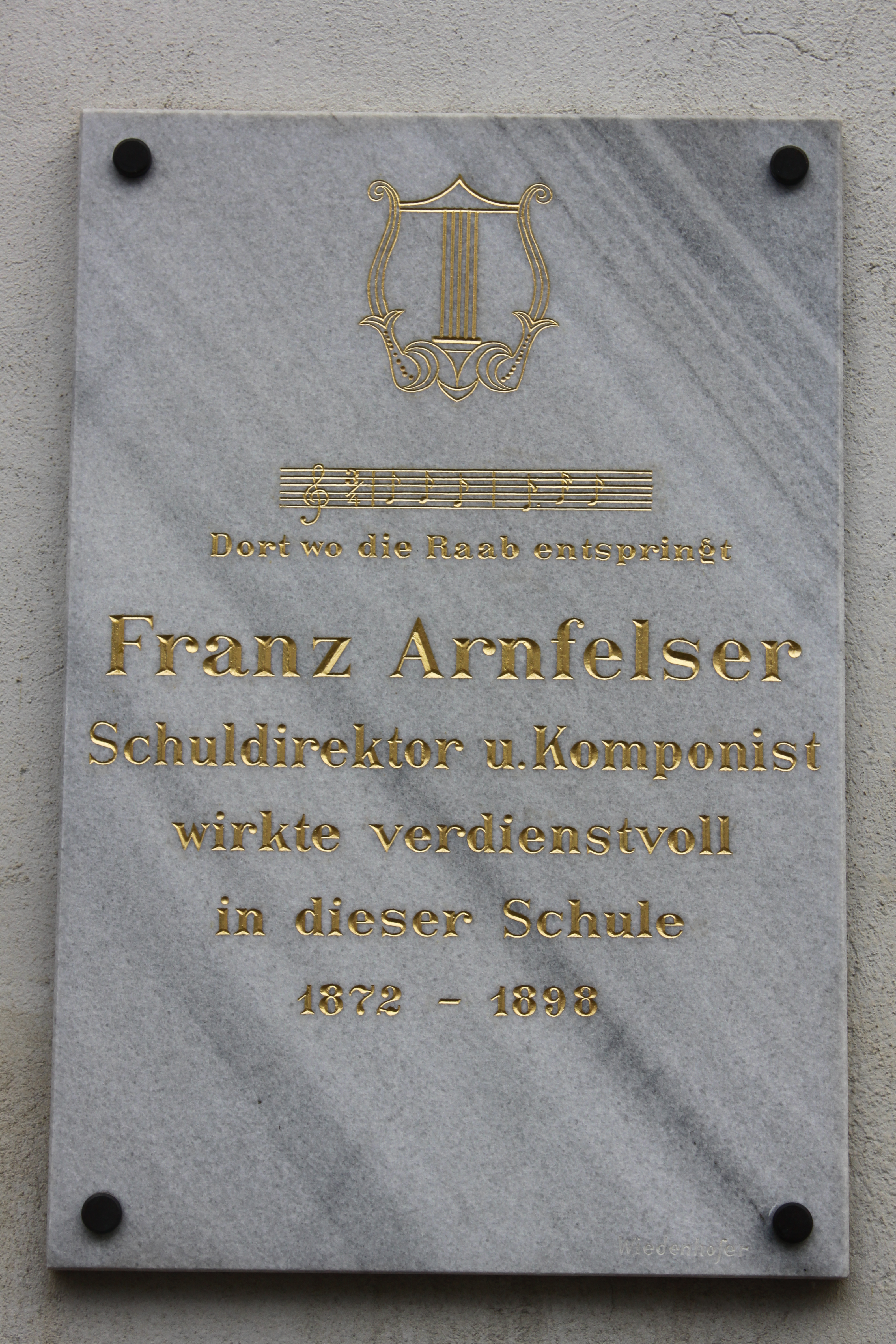
Gedenktafel in Passail

Franz Arnfelser (* 8. Februar 1846 in Gauitsch, Kitzeck im Sausal; † 21. Juli 1898 in Passail) war ein österreichischer Komponist.

## Leben und Wirken
Franz Arnfelser wurde am 8. Februar 1846 als Sohn des Landwirten Franz Arnfelser vulgo Gauitschbauer(?) und dessen Ehefrau Josefa geboren und am 9. Februar 1846 auf den Namen Franz getauft.
Arnfelser war von 1872 bis 1898 Schuldirektor in der Marktgemeinde Passail in der Steiermark. Am 9. September 1874 hatte er eine Mathild(e) (geborene Pfeiffer) geheiratet.
Am 21. Juli 1898 starb er in Passail an Abdominaltyphus.

## Werke
Lieder
- Dort wo die Raab entspringt, Passailer Hymne

Messen
- Missa Quinta op. 100, dreistimmiger gemischter Chor und Orgel
- Missa Nona in G., dreistimmiger gemischter Chor und Orgel
- Missa Domus aurea, vierstimmiger gemischter Chor und Orgel
- Missa Regina caeli
- Missa Domus aurea für SATB und Orgel ad lib.

## Anerkennungen
- Gedenktafel in Passail